# دنیا دادرسان
دنیا دادرَسان با نام هنری دنیا (زادهٔ ۲۴ اسفند ۱۳۷۶) خوانندهٔ ایرانی است.

## زندگی و حرفه
دنیا در ۲۴ اسفند ۱۳۷۶ در پونک تهران به دنیا آمد. او در سن ۷ سالگی در مجموعهٔ خط سفید، کاری از گروه کودک و نوجوان ایران و در فیلمی کوتاه به نام پل بازی کرد. در سنین ۸ تا ۱۲ سالگی به یادگیری پیانو نزد فرح اصانلو که یکی از شاگردان انوشیروان روحانی بود، پرداخت و از ۱۵ سالگی به صورت حرفه‌ای وارد این عرصه شد. یکی از امتیازهای ویژه دنیا برای پیشرفت در موسیقی، خانوادهٔ او بودند که موسیقی یکی از فعالیت‌های روزمره و اصلی آن‌ها بود.
دنیا در سال ۱۳۸۹ و در سن ۱۳ سالگی به همراه خانواده‌اش به کوالالامپور مالزی مهاجرت کرد و دو سال بعد، در سن ۱۵ سالگی به ملبورن استرالیا رفت و خوانندگی خود را از سن ۱۶ سالگی در استرالیا شروع کرد. او در سال ۱۳۹۴ با آغاز فراگیر شدن استفاده از اینستاگرام در میان ایرانیان، با انتشار دابسمش از آهنگ‌های ایرانی و خارجی در صفحهٔ اینستاگرام‌اش، خیلی زود به شهرت رسید.
در همان سال‌ها، فعالیت دنیا در آکادمیک استرالیا آغاز شد و نخستین فعالیت خوانندگی خود را در گروه سه‌نیک آغاز کرد. نخستین آهنگ خوانده شده او در استرالیا به همراه گروه سه‌نیک صورت گرفت، که نام آن «خواب‌های طلایی» بود. دومین آهنگ دنیا، سرودی برای تیم ملی بود که توجه تعدادی از خوانندگان و مجریان ایرانی از جمله سینا ولی‌الله، مکس امینی و شبکه صدای آمریکا را جلب کرد. او به دلیل اختلاف نظر پس از ۹ ماه از این گروه جدا شد.
سرانجام، در مرداد ماه سال ۱۳۹۶ نخستین آهنگ مستقل خود به نام «میدونی دوسِت دارم» را منتشر کرد. همچنین در فروردین ماه سال ۱۳۹۷ چند روز پس از جشن ۲۱ سالگی، آهنگی به نام «از این شهر برو» منتشر کرد که با استقبال بسیار زیادی مواجه شد و آغاز رسمی فعالیت حرفه‌ای او می‌باشد.

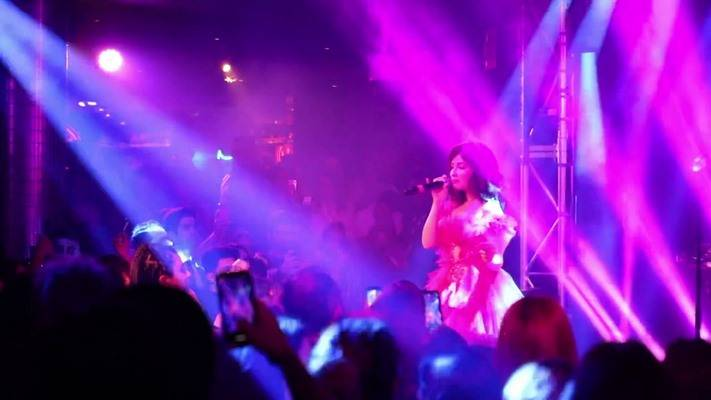
دنیا هنگام اجرا در شهر لس آنجلس، سال ۲۰۲۳

## ترانه‌شناسی

### ۱۳۹۷ - آلبوم دنیا
| شماره | نام ترانه       | سال انتشار |
| ----- | --------------- | ---------- |
| ۱     | نمیدونم نمیدونم | ۱۳۹۷       |
| ۲     | دنیا            | ۱۳۹۷       |
| ۳     | حسودا           | ۱۳۹۷       |
| ۴     | درگیری          | ۱۳۹۷       |
| ۵     | چمدون           | ۱۳۹۷       |
| ۶     | کو تا بیاد      | ۱۳۹۷       |
| ۷     | شگرد            | ۱۳۹۷       |

### ۱۳۹۹ - آلبوم شطرنجی
| شماره | نام ترانه     | همکاری        | سال انتشار |
| ----- | ------------- | ------------- | ---------- |
| ۱     | مث من         | مث من         | ۱۳۹۹       |
| ۲     | سیاه سفید     | سیاه سفید     | ۱۳۹۹       |
| ۳     | دفترو ببند    | دفترو ببند    | ۱۳۹۹       |
| ۴     | برا همیشه رفت | برا همیشه رفت | ۱۳۹۹       |
| ۵     | چه حالی میشم  | هومان         | ۱۳۹۹       |

### ۱۴۰۱ - آلبوم پرانرژی
| شماره | نام ترانه   | سال انتشار |
| ----- | ----------- | ---------- |
| ۱     | آهنگ قری    | ۱۴۰۱       |
| ۲     | ای جان      | ۱۴۰۱       |
| ۳     | ۱۰:۳۰       | ۱۴۰۱       |
| ۴     | یه چیز تازه | ۱۴۰۱       |
| ۵     | چیپس        | ۱۴۰۱       |
| ۶     | کله پا      | ۱۴۰۱       |
| ۷     | چپ و راست   | ۱۴۰۱       |
| ۸     | پرانرژی     | ۱۴۰۱       |
| ۹     | آتیش        | ۱۴۰۱       |
| ۱۰    | شما بگو     | ۱۴۰۱       |
| ۱۱    | پارتنر      | ۱۴۰۱       |
| ۱۲    | انگیزهٔ من   | ۱۴۰۱       |
| ۱۳    | بای بای بای | ۱۴۰۱       |
| ۱۴    | آبی آسمون   | ۱۴۰۱       |
| ۱۵    | عمو حسن     | ۱۴۰۰       |

### ۱۴۰۳ - آلبوم اون یک فرشته بود
| شماره | نام ترانه          | همکاری             | سال انتشار |
| ----- | ------------------ | ------------------ | ---------- |
| ۱     | مانستر             | مانستر             | ۱۴۰۳       |
| ۲     | شبیه من            | شبیه من            | ۱۴۰۳       |
| ۳     | نموندی برام        | سینا مافی          | ۱۴۰۳       |
| ۴     | رو به جلو          | رو به جلو          | ۱۴۰۳       |
| ۵     | تاکسیک             | تاکسیک             | ۱۴۰۳       |
| ۶     | ۸ شب               | ۸ شب               | ۱۴۰۳       |
| ۷     | گِت اِ گِرل (انگلیسی) | گِت اِ گِرل (انگلیسی) | ۱۴۰۳       |

### تک‌آهنگ‌ها[۶]
| نام ترانه           | همکاری            | سال انتشار |
| ------------------- | ----------------- | ---------- |
| می‌دونی دوسِت دارم    | می‌دونی دوسِت دارم  | ۱۳۹۶       |
| بارون که می‌باره     |                   | ۱۳۹۶       |
| از این شهر برو      | از این شهر برو    | ۱۳۹۷       |
| بدی برام            |                   | ۱۳۹۷       |
| مغرور               |                   | ۱۳۹۷       |
| صداها               | جیدال و ایمانمون  | ۱۳۹۷       |
| دردسر               |                   | ۱۳۹۷       |
| جای همگی خالی       |                   | ۱۳۹۷       |
| تموم شد رفت         | تموم شد رفت       | ۱۳۹۸       |
| طلا                 |                   | ۱۳۹۸       |
| از این شهر برو ۲    |                   | ۱۳۹۸       |
| عزیزم               |                   | ۱۳۹۸       |
| پرحاشیه             | آنیتا             | ۱۳۹۸       |
| شیطون               |                   | ۱۳۹۸       |
| زندگیم              | زندگیم            | ۱۳۹۹       |
| قصر رؤیایی          |                   | ۱۳۹۹       |
| برو برگرد           | برو برگرد         | ۱۴۰۰       |
| من بدم              |                   | ۱۴۰۰       |
| قلب                 |                   | ۱۴۰۰       |
| دوتایی              | کیمیا             | ۱۴۰۰       |
| پاشو با من برقص     | اندی              | ۱۴۰۱       |
| اصلا نترس           |                   | ۱۴۰۱       |
| سرخ                 | ال۳               | ۱۴۰۱       |
| ریمیکس چیپس         | تاک داون          | ۱۴۰۲       |
| بال                 | تامارا            | ۱۴۰۲       |
| دور بشیم از وایب بد |                   | ۱۴۰۲       |
| امشب                |                   | ۱۴۰۲       |
| کارت ملی            |                   | ۱۴۰۲       |
| ماتریکس (انگلیسی)   | ماتریکس (انگلیسی) | ۱۴۰۳       |
| از عشق بگو          |                   | ۱۴۰۳       |
| فاز رقص             |                   | ۱۴۰۳       |
| ساری                | ساری              | ۱۴۰۴       |

## برنامه‌های تلویزیونی
| نام برنامه         | عنوان | شبکه         | سال پخش |
| ------------------ | ----- | ------------ | ------- |
| بازی تایم          | مجری  | ام‌بی‌سی پرشیا | ۱۴۰۲    |
| بریز و بپز با شالی | مهمان | صدای آمریکا  | ۱۴۰۳    |
| چندشنبه با سینا    | مهمان | ام‌بی‌سی پرشیا | ۱۴۰۳    |